# Nemesio Otaño

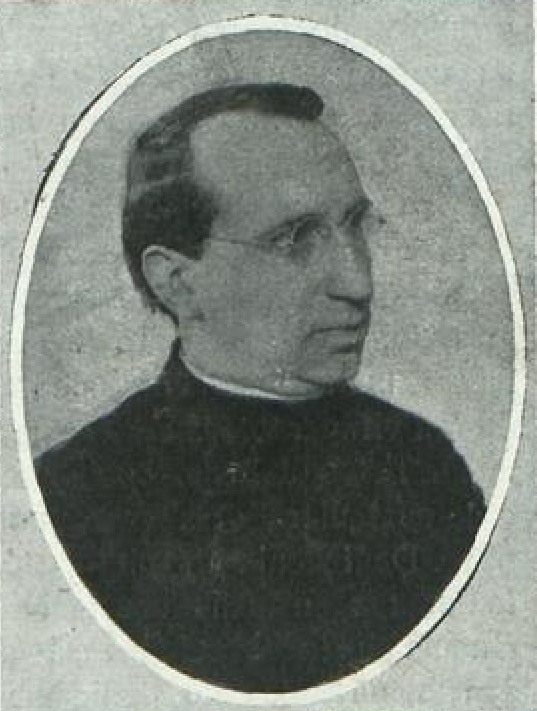
Nemesio Otaño

José María Nemesio Otaño y Eguino SJ (* 19. Dezember 1880 in Azkoitia; † 25. April 1956 in Donostia-San Sebastián) war ein baskischer Musikwissenschaftler und Komponist.

## Leben
Nemesio Otaño trat bereits im Alter von 15 Jahren als Novize dem Jesuitenorden bei. Zu seinen musikalischen Lehrern gehörten die Komponisten Federico Olmeda, Vicente Goicoechea und Jacinto Ruiz Manzanares. Von der Notwendigkeit kirchenmusikalischer Reformen überzeugt, organisierte Otaño 1907 den Primer Congreso Nacional de Música Sagrada und gründete die Zeitschrift Música Sacro-Hispana. Die von ihm geleitete Schola Cantorum der Päpstlichen Universität Comillas wurde modellhaft für Choralscholen an spanischen Priesterseminaren.
Nach Ende des spanischen Bürgerkriegs wurde er 1940 Leiter des Madrider Konservatoriums, wo er bis zu seiner Emeritierung 1951 auch einen Lehrstuhl für Folklore innehatte. Durch seine Nähe zum Franco-Regime erlangte er eine Vorrangstellung beim musikalischen Wiederaufbau Spaniens in jener Epoche, die aber nur wenig über seine Lebenszeit hinausreichte.
Seine Sammlung bildet den Grundstock der Musikbibliothek Nemesio Otaño des Jesuitenkollegs Loyola, die über eine Sammlung von mehr als 120.000 Büchern und Partituren verfügt.

## Werke
- Tota pulchra
- Misere 5v
- diverse Motetten
- 19 Werke für Orgel
- Volksliedbearbeitungen